# Piotr Świerczewski
Piotr Jarosław Świerczewski est un footballeur polonais né le 8 avril 1972 à Nowy Sącz (Pologne). Il évoluait au poste de milieu de terrain reconverti entraîneur.

## Biographie
Piotr Świerczewski participe à la Coupe du monde 2002 avec la Pologne.
Au total, il joue 278 matchs en Ligue 1 avec les clubs de Saint-Étienne, Bastia et Marseille.
Il dispute également 229 matchs en 1re division polonaise, notamment avec les clubs du GKS Katowice et du Lech Poznań.

## Buts en sélections
| Buts | Date          | Lieu           | Adversaire | Resultat | Compétition  |
| ---- | ------------- | -------------- | ---------- | -------- | ------------ |
| 1.   | 13 avril 1993 | Radom, Pologne | Finlande   | 2-0      | Match amical |

## Palmarès

### En sélection
- 70 sélections et 1 but avec la Pologne entre 1992 et 2003
- Médaille d'argent aux Jeux olympiques de 1992 avec la Pologne

### En club
- Vainqueur de la Coupe Intertoto en 1997
- Vainqueur de la Coupe de Pologne en 1991, 1993, 2004 et 2007
- Vainqueur de la Coupe de la Ligue polonaise en 2007 et 2008
- Vainqueur de la Supercoupe de Pologne en 1992 et 2004

## Ressources
1. ↑  « Fiche de Piotr Świerczewski », sur leballonrond.fr